# مايا يوسف
مايا يوسف (مواليد 1984) هي موسيقيّة وملحّنة سوريا مقيمة في المملكة المتحدة، تعزف على آلة القانون. قدّمت عروضها في بي بي سي برومز وووماد.

## الحياة الشخصية والتعليم
ولدت مايا يوسف عام 1984 في دمشق في سوريا، لعائلة تضم العديد من الفنانين والكتّاب. والدها الكاتب والصحفي حسن يوسف ووالدتها المترجمة روز مخلوف. في سن السابعة بدأت دراسة الموسيقى في معهد صلحي الوادي للموسيقا بدمشق. بتشجيع من والدتها، اختارت مايا البالغة من العمر تسع سنوات أنذاك الكمان كآلة عزف أساسية، إلا أنها تحوّلت لاحقاً للعزف على آلة القانون.
في سن الثانية عشرة، فازت مايا بجائزة أفضل موسيقي في مسابقة الموسيقى الوطنية السورية للشباب. التحقت بالمعهد العالي للفنون المسرحية في دمشق، حيث حصلت منه على بكالوريوس في الموسيقى حيث تخصصت في دراسة آلة القانون. في الوقت نفسه عملت على الحصول على بكالوريوس في الأدب الإنجليزي من جامعة دمشق. كانت مايا عضوًا مؤسسًا للفرقة الشرقية النسائية السورية (SFOG) عام 2003. أكملت دراستها في الموسيقى عام 2007 بعد أن درست مع الملحن السوري وعازف القانون سليم صروة والموسيقي الأذربيجاني الميرا أخوندوفا. كما حصلت على دروس ماجستير من قبل عازف القانون التركي Göksel Baktagir [الإنجليزية].
انتقلت مايا إلى دبي عام 2007 للتركيز على حياتها المهنية. في عام 2009 عُرضت عليها وظيفة لتدريس القانون والموسيقى العربية في قسم الموسيقى وعلم الموسيقى في جامعة السلطان قابوس، عمان. تعيش الآن في المملكة المتحدة، بعد أن انتقلت إلى لندن في عام 2012 للالتحاق ببرنامج المواهب الاستثنائية التابع لمجلس الفنون في إنجلترا.

## مهنة موسيقية وأكاديمية
في يوليو 2014، ظهرت مايا في حفل بي بي سي برومز، حيث عزفت منفردةً وعزفت مع فرقة موسيقية. في نهاية عام 2016، وقعت عقدًا للتسجيل مع شركة التسجيلات المستقلة هارمونيا موندي.
أنتجت جو بويد ألبومها الأولأحلام سورية وصدر في نوفمبر 2017 برعاية هارمونيكا موندي. وأوضحت مايا: "الدافع الرئيسي الذي جعلني أصنع أحلامًا سورية هو الحرب السورية وفقدان الوطن. وفقط من خلال الشروع في تلك الرحلة الروحية من التأمل المستمر والعثور على منزل داخل الله وداخل نفسي بدأت أشعر بالعزاء وبدأت أشعر أن لدي بيتي بداخلي."
في عام 2018 فازت بجائزة الوافد الجديد هذا الأسبوع في حفل توزيع جوائز سونغلاينز ميوزيك في لندن.
في مايو 2019، تلقّت دعوة من المجلس الثقافي البريطاني للعزف في المهرجان الثقافي الأوروبي في الجزائر العاصمة.
اعتبارًا من عام 2021، تشغل مايا منصب مدير فرقة الشرق الأوسط في كلية الدراسات الشرقية والأفريقية (SOAS) بجامعة لندن. تتضمن أبحاثها في الكلية التحقيق في كيفية استخدام الموسيقى كأداة شفاء للأطفال في مخيمات اللاجئين السوريين.

## أعمالها
- أحلام سورية (نوفمبر 2017) [9]
- آخر مشاركة (موسيقى تصويرية) (2017)
- ذهب (موسيقى تصويرية) (2017)
- البحث عن منزل (2022)

## روابط خارجية
إذاعة بي بي سي 3 - في نسخته اللحن يقدم يوسف أداء "المشي معي" على القانون